# Sông Ia Pết
Sông (suối) Ia Pết, còn viết là sông Ia Pett, là phụ lưu bờ phải sông Ia Ayun trong hệ thống sông Ba. Sông Ia Pết chảy ở các huyện Đak Đoa, Chư Sê tỉnh Gia Lai, Việt Nam .
Sông dài 55 km, diện tích lưu vực 322 km², mã sông "06 22 12".
Trên sông Ia Pết có Thác Phú Cường là địa điểm du lịch hấp dẫn, được đưa tin là "10 thác nước của Việt Nam được báo nước ngoài Culture Trip giới thiệu"

## Dòng chảy
Sông Ia Pết bắt nguồn từ vùng đất xã Ia Pết và G'Lar huyện Đak Đoa, chảy uốn lượn về hướng nam.13°55′44″B 108°07′09″Đ / 13,928863°B 108,119261°Đ
Sang huyện Chư Sê ở buôn H'Văk xã Ayun sông Ia Pết đổ vào sông Ia Ayun, hiện là vùng hồ Ayun Hạ . 13°39′36″B 108°10′44″Đ / 13,659868°B 108,178948°Đ

## Chỉ dẫn
1. ↑  Trong tiếng các dân tộc thuộc nhóm ngôn ngữ Môn-Khmer ở Tây Nguyên và trong tiếng Việt cổ (trước thế kỷ 16, xem Chữ Nôm) thì đăk đã có nghĩa là nước, sông, suối, còn krông nghĩa là sông. Trong tiếng một số dân tộc Tây Nguyên khác thì ea và ia có nghĩa là nước, sông, suối.